# Château Charolais
Le château Charolais  ou château de Charolais  est un ancien château situé dans le 9e arrondissement de Paris.

## Origine
Le comte de Charolais  acquiert en 1739 de Thomas Durand un terrain de 13 arpents au nord de la rue Jollivet (actuelle rue de Bellefond) dans le quartier de la Nouvelle-France puis 3 autres terrains formant un ensemble de 21 arpents (7 hectares) qui s’étendait jusqu’aux environs de la rue Pétrelle entre la rue du Faubourg-Poissonnière et la rue de Rochechouart. 
Avant son urbanisation, le site était très beau : un coteau en pente modérée au pied de la colline de Montmartre dominant les jardins maraichers et les vergers qui s'étendaient jusqu'au boulevard avec vue au-delà sur les clochers de la ville.
Ce domaine comprenait une maison accolée à un grand pavillon décoré de 4 colonnes sur le perron construit en 1713 pour Laurent Danet lieutenant de fauconnerie, beau-père du vendeur Thomas Durand. Le comte de Charolais, qui y résidait comme locataire avant son acquisition, fit agrandir ces bâtiments par un architecte qui n’est pas connu, peut-être Jean Aubert.
Ce château isolé, éloigné de la ville, permettait au comte de se tenir caché, avec peut-être l’intention de se livrer à la débauche et à des actes de violence, mais il semble s’être assagi au cours de cette période où il vivait maritalement avec Madame de Courchamp et se serait consacré à des études scientifiques, à la musique et à la menuiserie.

## Description
Aucune représentation du château n’a été conservée, celle du plan de Turgot datant de l’acquisition ou un peu antérieure, avant les travaux d’agrandissement.
Un plan levé en 1764  avant la vente à Nicolas Chédeville et les documents annexes donnent cependant quelques indications sur cet ensemble.
L’entrée à partir de la rue de Bellefond se faisait par un passage entre des murs de 25 mètres  où l’on accède à un parterre de 56 mètres de long devant le château.
Le corps de logis était un bâtiment de  8,50 mètres  sur 17,50 mètres  de 5 travées entouré de 2 pavillons en avancée d’un mètre sur le jardin d'entrée.
Derrière le château s’étendait une cour d’honneur de 34 mètres  sur 41 mètres  encadrée de 2 ailes dans le prolongement des pavillons, à la suite desquelles s’élevaient 2 tours rondes couvertes en dôme et reliées par une grille.
Le vaste jardin était divisé en parterres comprenant des parties d’agrément avec des pièces d’eau, des potagers et des vergers.

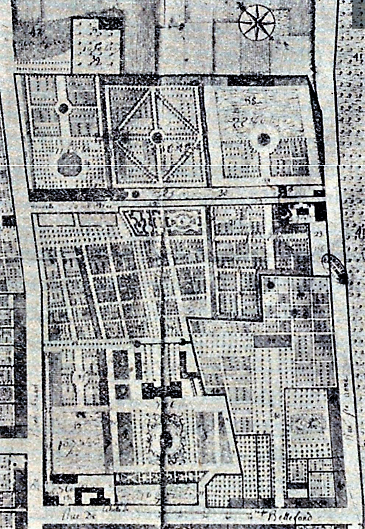
Plan du château de Charolais en 1764
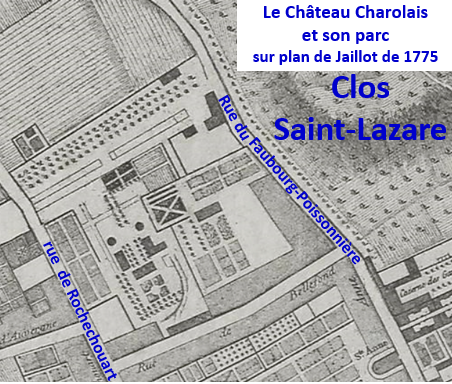
Château Charolais sur plan Jaillot de 1775

## Évolution après 1765
Les héritiers du Comte mort sans descendance en 1760 vendent ce domaine en 1765 à Nicolas Chédeville, officier de la musique du Roi, propriétaire de plusieurs maisons contigües. Cette acquisition était principalement destinée à une revente en lots. Nicolas de Chefdeville occupe une partie du château où  il établit un atelier de facture d’instruments de musique, en loue d’autres parties et limite le  jardin à un parterre pour diviser le reste du domaine en 17 parcelles. Il y fait bâtir plusieurs maisons sur la rue de Rochechouart. Déclaré en faillite en 1774, il abandonne la propriété à ses créanciers. Le terrain du 125-127 rue du Faubourg-Poissonnière sert à l’agrandissement du domaine de la maison Durand jusqu’à l’emplacement de l’actuelle rue Pétrelle.
Le château est loué par Marie Douay et sa cousine Marguerite Lacour qui  y installent une « maison de santé », en réalité un établissement où l’on enferme les prostituées, les folles et aussi les femmes envoyées par lettres de cachet  des maris, des parents ou emprisonnées par ordre du roi. Marie Douay et Marguerite Lacour achètent l’édifice en 1777.
Sophie de Ruffey, marquise de Monnier, arrêtée le 14 mai 1777 avec son amant, le comte de Mirabeau, y fut détenue  jusqu’au  18 juillet 1778 en vertu d’une lettre de cachet.
Le marquis de Boulainvilliers  fut enfermé avant son transfert à la prison des Madelonnettes, dans l’établissement transformé en maison d’arrêt en 1793 par le comité de la section du Faubourg-Montmartre.
Après  la mort de Marie Douay  en 1792 et l’épisode révolutionnaire, l’ancien château ne reçut plus de pensionnaires et fut seulement  la résidence de Marguerite Lacour.
Il eut par la suite des propriétaires successifs, le baron Guyot de Chenizot, Louis-Gabriel Michaud, le banquier Charles Genella qui le fit raser en 1842.
Après encore plusieurs ventes, le terrain fut acquis en 1857 par la Compagnie impériale des voitures de Paris qui ouvrit une voie privée, devenue l'actuelle rue de Chantilly, à la place de l’ancienne allée d’entrée.
La partie nord de l’ancien domaine qui était après l’acquisition de Nicolas Chefdeville un développement de celui de la maison Durand fut vendue par son propriétaire en 1819 à la compagnie Pauwels qui y installa un des premiers gazomètres de la capitale. L’usine à gaz fut remplacée en 1863 lors du percement de la rue de Maubeuge par un vaste bâtiment administratif  qui s’étend de la rue Condorcet à la rue Pétrelle. Ce bâtiment qui fut le siège de Gaz de France à partir de 1946 est depuis 2008 celui de GRDF

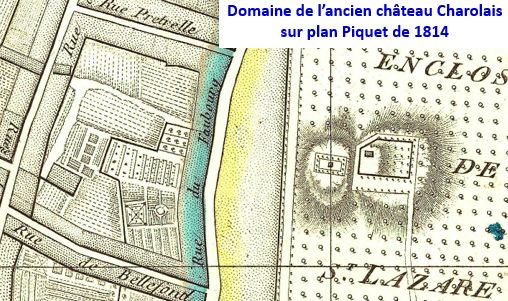
Château de Charolais sur plan Piquet de 1814
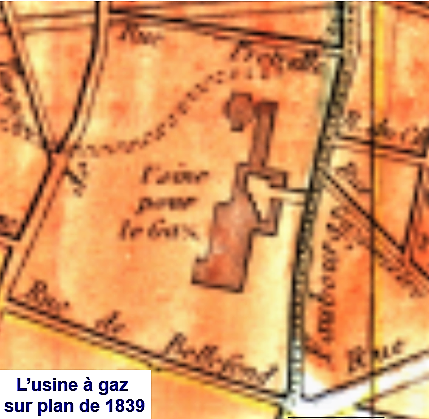
Usine à gaz sur plan de 1837
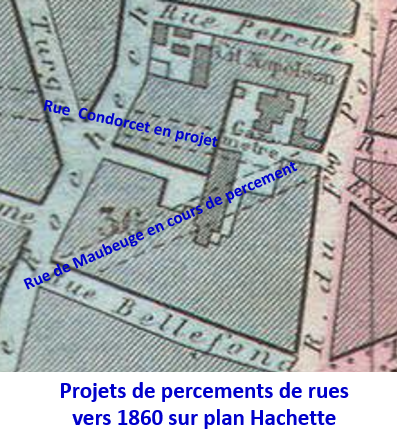
Projets de percements de rues vers 1860 sur le domaine de l'ancien château de Charolais
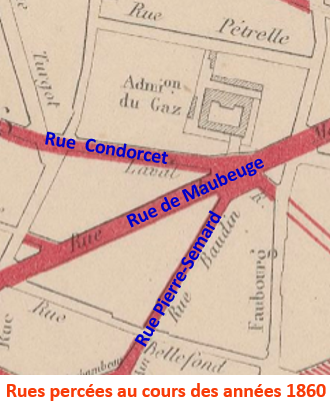
Rues percées au cours des années 1860 sur le territoire de l'ancien domaine du château Charolais

## Le territoire de l’ancien domaine auXXIesiècle
Les opérations d’urbanisme du Second-Empire qui ont bouleversé  la topographie du site avec le percement en 1863 des rues de Maubeuge, Condorcet et Pierre Sémard, complétées dans les années 1890 par l’ouverture des rues de Chantilly, Thimonnier et Lentonnet ont fait disparaître les derniers vestiges de l’ancien domaine.
Il ne subsiste de l’époque du château que l’ancienne maison Beauchamp, actuel lycée Lamartine, et la maison à l’angle de la rue Bellefond et de la rue du Faubourg Poissonnière.
Le territoire de l’ancien domaine est en majorité un ensemble d’immeubles d’habitation de type haussmannien de la deuxième moitié du XIXe siècle.
Historiquement le quartier était la partie nord de celui de la Nouvelle-France qui a également perdu son identité.
Traversé par  des axes de circulation de transit de moyenne importance, le quartier comporte  quelques commerces mais fait partie d’un secteur relativement calme à proximité du centre d’animation du quartier Barbès au nord et de ceux plus éloignés des grands boulevards au sud, du boulevard de Clichy à l'ouest, de la gare du Nord à l’est.